# マックス・プランク地球外物理学研究所
マックス・プランク地球外物理学研究所（マックス・プランクちきゅうがいけんきゅうじょ、ドイツ語: Max-Planck-Institut für extraterrestrische Physik）は、マックス・プランク研究所の1つで、ミュンヘン近郊のガルヒンにある。主に軌道上の宇宙望遠鏡を用いて、銀河系やその他の宇宙に存在するブラックホールの観測が行われている。また、軌道上のX線望遠鏡であるROSATの運営、保守を行っている。

## 歴史
1991年にマックス・プランク物理学・天体物理学研究所がマックス・プランク地球外物理学研究所、マックス・プランク物理学研究所、マックス・プランク天文学研究所に改組された。マックス・プランク宇宙物理学研究所は、1963年にサブ研究所として設立された。